# Martti Ketelä
Martti Ketelä   () fou un pentatleta finlandès que va competir durant les dècades de 1960 i 1970.
El 1968 va prendre part en els Jocs Olímpics d'Estiu de Ciutat de Mèxic, on disputà dues proves del programa de pentatló modern. Fou cinquè en la competició per equips i vintè en la competició individual. Quatre anys més tard, als Jocs de Múnic, tornà a disputar dues proves del programa de pentatló modern. Junt a Risto Hurme i Veikko Salminen guanyà la medalla de bronze en la competició per equips, mentre en la competició individual fou dinovè.
En el seu palmarès també destaquen set campionats nacionals d'esgrima, un d'espasa individual, el 1967, i sis d'espasa per equips, 1968, 1972, 1976, 1979, 1981 i 1982.